# Antonio Bobò
Antonio Bobò (Livorno, 1948) è un pittore e incisore italiano.

## Biografia
Artista toscano ed incisore, dal 1985 vive e lavora a Spianate di Altopascio (LU).
In precedenza, a Santa Croce sull'Arno, ha partecipato alla fondazione del bimestrale politico culturale Il Grandevetro (1977) e, all'inizio degli anni ottanta, del Centro di attività espressive Villa Pacchiani, dove si svolgono esposizioni e laboratori espressivi aperti al pubblico. Presso il Centro l'artista cura ed organizza mostre e rassegne insieme con il pittore Romano Masoni e promuove un laboratorio di incisione. Sempre negli anni ottanta è tra i promotori del Circolo del Pestival e del Progetto Pestival "La grande metafora".

## Attività artistica
Fin dal 1966 l'artista espone in importanti personali e collettive mentre, dopo aver frequentato il liceo artistico di Firenze, dagli inizi degli anni settanta propone il proprio lavoro per "cicli"; tra di essi: Simultaneità, Autodistruzione, Autoprotezione, Gli specchi deformanti, Laiche ali, Pittore e modella, Giullarata, Che gioia la mela, L'atelier delle meraviglie e Sulle nuvole una sirena.
Recentemente l'artista ha preso parte a numerosi eventi artistici: al Museo della Permanente di Milano per la VII Triennale dell'Incisione, al Fringe Festival of Visual Art di Melbourne, alla VII Bienal Internacional Gravura di Amadora in Portogallo.
Isole è l'ultimo tra i cicli artistici prodotti dal maestro. Si tratta di una serie di olii e disegni eseguita per la galleria Carlolivi115 di Prato; si pone come conseguenza e sviluppo, seguito e ripresa, del precedente ciclo intitolato Sirene. Nel 2022 alcune sue opere sono entrare a far parte della collezione permanente del Montecatini Contemporary Art, la galleria civica del comune termale ospitata nella sede municipale.